# Auf der Suche nach der verlorenen Zeit (Film)
Auf der Suche nach der verlorenen Zeit (Originaltitel: À la recherche du temps perdu) ist ein französischer Fernsehfilm von Nina Companéez aus dem Jahr 2011, der auf Marcel Prousts siebenbändigem Roman Auf der Suche nach der verlorenen Zeit (1913–1927) basiert. Der TV-Film wurde in Frankreich auf TSR2 und France 2 ausgestrahlt.
Der zweiteilige Film versucht, den gesamten Roman mit Ausnahme des ersten Bandes, „In Swanns Welt“ abzudecken – die Kindheit des Erzählers und die Geschichte von Charles Swann werden nur kurz erwähnt, wobei letztere bereits zuvor als Eine Liebe von Swann (1984) von Volker Schlöndorff verfilmt wurde.

## Handlung
Im Jahr 1900 ist der Erzähler 20 Jahre alt. Als Einzelkind wuchs er in einer wohlhabenden französischen Familie der Bourgeoisie auf, umgeben von der beschützenden und grenzenlosen Liebe seiner Mutter und seiner Großmutter. Nachdem er sehr unter der Trennung von Gilberte Swann, seiner großen Jugendliebe, gelitten hatte, reiste er mit seiner Großmutter nach Balbec in der Normandie, um die Seeluft zu atmen und neue Kraft zu schöpfen. Die Handlung wird von einem Voice-over-Kommentar des Erzählers begleitet, der ausführliche Zitate aus den Romanen vorträgt.

## Kritiken
Das Echo der Kritiker war gemischt: Die Süddeutsche Zeitung stellte die Sinnhaftigkeit und Machbarkeit einer vollständigen Verfilmung des Romans in Frage. Die Frankfurter Allgemeine Zeitung wies auf die Inszenierung der Verfilmung hin und bemängelte die leicht augenzwinkernde Darstellung von Micha Lescot als Erzähler. Der Tagesspiegel hingegen lobte die Verfilmung vor allem für ihre visuelle Opulenz und die schauspielerische Leistung von Micha Lescot. Auch Le Figaro lobte den Fernsehfilm sowohl für das Drehbuch, das er als zugänglich und doch dem Ton des Romans treu bezeichnete, als auch für die Leistungen, vor allem von Micha Lescot, Didier Sandre und Dominique Blanc.